# 瑞穂春海
瑞穂 春海（みずほ しゅんかい、1911年3月22日 - 1995年6月19日）は、日本の映画監督、脚本家である。

## 人物・来歴
1911年（明治44年）3月22日、長野県長野市に善光寺塔頭蓮華院の長男として生まれる。
旧制・長野県長野中学校（現在の長野県長野高等学校）、旧制・姫路高等学校（現在の神戸大学）をそれぞれ卒業後、東京帝国大学に入学、同文学部で美術史学を専攻し、同学を1934年（昭和9年）に卒業した。卒業後、同郷の映画監督・池田義信の在籍する松竹キネマの松竹蒲田撮影所に入社した。池田のほか、深田修三、渋谷実に師事した。
1940年（昭和15年）、三浦光子主演の映画『女の気持』で監督に昇進した。第二次世界大戦開戦後の1943年（昭和18年）、河村黎吉・吉川満子主演の『家に三男二女あり』を監督した。

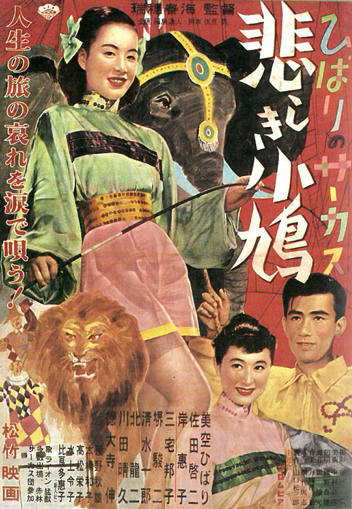
『ひばりのサーカス 悲しき小鳩』（1952年）

終戦後第1作は、1947年（昭和22年）の上原謙・木暮実千代主演の『消えた死体』である。1950年（昭和25年）、横山隆一の漫画を原作に笠置シヅ子・堺駿二主演の映画『ペ子ちゃんとデン助』を監督したが、同作の取材で脚本家の中川隆三と競輪場に通いつめた。このころ美空ひばり主演作品を手がけている。1954年（昭和29年）、ラジオ東京（現在のTBSラジオ）の人気放送劇『チャッカリ夫人とウッカリ夫人』を原作に、淡島千景演じる「チャッカリ夫人」だけをクローズアップした映画『お景ちゃんのチャッカリ夫人』を最後に、同年、松竹を退社した。
1955年（昭和30年）からは、『お景ちゃんのチャッカリ夫人』等で組んだ脚本家・長瀬喜伴に誘われ東京映画と本数契約した。移籍第1作は長瀬の脚本、上原謙主演の『明日の幸福』で、同年2月12日に東宝が配給して公開された。同年はさらに新東宝で、長瀬の脚本、大木実・藤田進の主演でブラジルでのロケーション撮影を敢行した『リオの情熱』を監督した。
1960年（昭和35年）からは大映に移籍し、その第1作は長瀬の脚本、川口浩・弓恵子主演の映画『すれすれ』を大映東京撮影所（現在の角川大映撮影所）で監督した。1964年（昭和39年）には、謝国権の原作を映画化した『これからのセックス 三つの性』を監督、1966年（昭和41年）、田宮二郎主演の映画『復讐の切り札』を最後に引退した。
引退後は、長野に帰り、実家の寺の住職を勤めた。1995年（平成7年）6月19日、死去した。満84歳没。

## おもなフィルモグラフィ

### 松竹大船撮影所
- 『女の気持』 : 1940年
- 『家に三男二女あり』 : 1943年
- 『消えた死体』 : 1947年
- 『ペ子ちゃんとデン助』 : 1950年
- 『父恋し』 Chichi Koishi : 1951年
- 『ひばりのサーカス 悲しき小鳩』 Hibari no Circus: kanashiki kobato : 1952年
- 『ひばりの悲しき瞳』 Hibari no kanashiki hitomi : 1953年
- 『お景ちゃんのチャッカリ夫人』 : 1954年

### 東京映画
- 『明日の幸福』 : 1955年
- 『リオの情熱』 : 新東宝、1955年

### 東宝
- 『見事な娘』：1956年

### 大映
- 『すれすれ』 : 1960年
- 『殺陣師段平』 : 1962年
- 黒シリーズ『黒の死球』 : 1963年
- 『これからのセックス 三つの性』 : 1964年
- 『復讐の切り札』 : 1966年

## 註
1. 1 2 3 4 5 6 7 8 9 10 11 12 13  瑞穂春海、raizofan.net, 2009年10月14日閲覧。
2. 1 2 3 4 5 6 7 8  #外部リンク欄、「瑞穂春海」の項リンク先、日本映画データベース、2009年10月14日閲覧。二重リンクを省く。